# Хитрин, Лев Николаевич
Лев Николаевич Хитрин (1907—1965) — советский физик, специалист в области теплофизики, химической физики, профессор МГУ, член-корреспондент РАН.

## Биография
Родился 7 (20 февраля) 1907 года в Самарканде (ныне Узбекистан). Отец — Хитрин Николай Львович (1871—1965), мать — Шепотовская Софья Платоновна (1883—1953). Окончил Самаркандскую общеобразовательную школу в 1924 году Работал в ряде учреждений и организаций — библиотекарем в Самаркандской публичной библиотеке, секретарем Союза металлистов, заведующим учётно-статистическим отделом района, затем обкома ЛКСМ Самарканда. В 1926 году был командирован в МГУ, на физико-математический факультет, по окончании которого 1930 году остался работать в физико-технической лаборатории ВТИ, где сделал значимые работы по горению газовых и паровых смесей. Кандидатскую диссертацию на тему «Нормальная скорость распространения пламени в газах» получила высокую оценку академика Н. Н. Семенова. 
В 1937—1941 годах возглавлял группу горения в физико-технической лаборатории ВТИ, где велись работы по экспериментальному и теоретическому исследованию горения твёрдых топлив и поискам новых высокоинтенсивных методов их сжигания. Одновременно работал по спецтематике в Институте физики МГУ.
В 1938 году работа «Механизм горения углерода и пути интенсификации сжигания твёрдых топлив» получила премию на конкурсе молодых учёных, организованном ВЛКСМ и АН СССР. В числе автором кроме Л. Н. Хитрина были также З. Ф. Чуханов, С. Э. Хайкина, Х. И. Колодцев, О. А. Цуханова, Е. В. Ступоченко, А. С. Предводителев.
В начале Великой Отечественной войны Хитрин был эвакуирован в Ашхабад в составе НИИ физики МГУ, в 1942 году возвращен в Москву для выполнения работ по оборонной тематике. В 1943 году утвержден в звании доцента кафедры МГУ «Молекулярные и тепловые явления».
В годы войны Хитрин принимал участие в исследованиях по сужению пределов воспламенения бензинов с целью разработки методов борьбы с танками и автомашинами противника. 
По возвращении из эвакуации Хитрин принимал участие в исследованиях по воспламенению керосинов в смеси с азотной кислотой и горению бензинов в воздухе, ведущихся  на кафедре молекулярных и тепловых явлений, которые имели практическое значение для борьбы с самолётами и танками противника, для ликвидации пожаров. На кафедре было проведено изучение горения двухфазных горючих смесей в полузамкнутых сосудах, результаты которого привели к созданию специального акустического пульсатора выхлопных газов самолетов. Истечение газов из турбин самолетов приводило к сильному свечению, нарушавшему светомаскировку. Был найден способ, позволивший увеличить теплообмен за счет акустических пульсаций и тем самым уменьшить свечение. Хитрин принимал участие в работах по расчёту конструкций безаварийных двигателей, что позволило устранить аварии, случавшиеся в газовых турбинах из-за удлинения турбинных лопаток вследствие быстрого вращения и высоких температур. Вычисления сделанные физиками в то время, использовались при разработке новых конструкций самолётных двигателей.
В 1946 году возобновляет работы по горению твёрдых топлив, на этот раз в лаборатории ЭНИН. В 1948 году защищает докторскую диссертацию на тему «Физические основания процесса горения углерода (внешняя задача)», материалы которой стали частью коллективной монографии «Горение углерода» (1949).
В 1951 году утвержден заведующим энергохимической лаборатории ЭНИН, в 1952 году — заведующим лаборатории интенсификации топочных процессов ЭНИН. Одновременно был заведующим кафедрой горения на физическом факультете МГУ, где в 1953 году стал профессором и до 1956 году занимался преподавательской деятельностью.
После 1953 года занимался дальнейшим углублением исследований в теории гетерогенного горения, в том числе беспламенного горения и горения реактивных топлив. В последние годы жизни развивал теории нестационарного горения, газификации и пиролитических процессов твёрдого топлива.
На основе лекций Хитрина была издана книга «Физика горения и взрыва» (1957), которая стала одним из основных учебников для студентов, специализирующихся в области горения газов.
До 1962 года руководил Общемосковским семинаром по горению.
Умер 15 января 1965 года. Похоронен в Москве на Новодевичьем кладбище (участок № 6).

## Основные научные результаты
Л. Н. Хитриным усовершенствована методика Михельсона измерения нормальной скорости распространения пламен в газах. В теории гетерогенного горения пористых материалов введено понятие коэффициента реакционного газообмена (который кроме скорости реакции учитывает диффузию в поры материала). Теоретически решена задача о горении и газификации сферической углеродной частицы в неподвижной среде с позиции диффузионно-кинетической теории горения углерода. Исследовалось влияние хемосорбции окислителей на горение и газификацию углерода. Теоретически рассмотрена задача воспламенение пылевоздушного потока. Предложен ряд решений для совершенствования топочной техники и аппаратов энерготехнологических производств.
Является автором более 60 научных трудов и 4-х изобретений.

## Звания
- кандидат физико-математических наук (1936)
- доктор физико-математических наук (1948)
- член-корреспондент АН СССР (1953)
- член научного совета АН СССР по высокотемпературной теплофизике
- член научно-технического совета по комплексному использованию топлива при Государственном комитете СМ СССР
- член редколлегии журнала «Известия АН СССР. Отделение технических наук», позже — «Известия АН СССР. Энергетика и транспорт».

## Награды и премии
- орден Трудового Красного Знамени (1953)
- медали
- Сталинская премия второй степени (1950) (совместно с Предводителевым А. C.) — за теоретические и экспериментальные исследования процесса горения углерода, изложенные в монографии «Горение углерода» (1949)

## Основные печатные работы
- Процесс горения угля. Механизм горения углерода и пути интенсификации сжигания твёрдых топлив / Под ред. А. С. Предводителева. — М.—Л.: ГОНТИ, 1938. — 132 с.
- Хитрин Л. Н. О характеристиках гетерогенного взаимодействия при горении углерода // Известия АН СССР. Отделение технических наук. — 1948. — № 3. — С. 341—348.
- Предводителев А. С., Хитрин Л. Н., Цуханова О. А., Колодцев Х. И., Гродзовский М. К. Горение углерода — М.—Л.: Издательство АН СССР, 1949. — 407 с.
- Хитрин Л. Н., Цуханова О. А. Горение углерода // Успехи физических наук. — 1950. — Т. 41. — № 3. — С. 311—330.
- Хитрин Л. Н. Об основных характеристиках процесса горения углерода // Известия АН СССР. Отделение технических наук. — 1953. — № 4. — С. 543—561.
- Хитрин Л. Н. Физика горения и взрыва. — М.: Издательство Московского университета, 1957. — 452 с.